# Черкасова Тетяна Миколаївна
Тетяна Миколаївна Черкасова (нар.. 8 квітня 1959, Луганська область, Українська РСР) — радянська волейболістка, гравчиня збірної СРСР (1977—1982). Чемпіонка Європи 1979, чемпіонка СРСР 1985. Нападниця. Майстер спорту СРСР міжнародного класу (1979), заслужений майстер спорту Росії (2003).

## Життєпис
Почала займатися волейболом у Луганську (Ворошиловграді). Виступала за команди: 1975—1978 — «Іскра» (Ворошиловоград), 1978—1986 — ЦСКА. Чемпіонка СРСР 1985, срібний (1975, 1978, 1979, 1982) і бронзовий (1980) призер чемпіонатів СРСР. Володар Кубка СРСР 1984. Переможець Кубка володарів кубків ЄКВ 1977.
У збірній СРСР виступала у 1977—1982 роках. У її складі Тетяна Черкасова ставала чемпіонкою Європи 1979, срібною призеркою європейської першості 1981, бронзовою призеркою Кубка світу 1981, учасниця чемпіонату світу 1982 і розіграшу Кубка світу 1977.